# أندرو جنكينز
أندرو جنكينز (بالإنجليزية: Andrew Jenkins)‏ هو سياسي أمريكي، ولد في 27 يونيو 1941. انتخب عضو جمعية ولاية نيويورك.